# ПФК „Славия“ (София)
ПФК „Славия“ е български футболен отбор от София, който се състезава в Първа професионална футболна лига. Играе домакинските си мачове на стадион „Александър Шаламанов“, който разполага с 25 556 седящи места. Клубните цветове са бяло и черно. Славия е най-стария столичен футболен отбор.
Славия е 7-кратен шампион на България и 8-кратен носител на Купата на България. Най-доброто му постижение в европейските клубни турнири е полуфинал в Купата на носителите на национални купи през сезон 1966/67. В класацията на най-добрите европейски отбори за XX век на Международната федерация за футболна история и статистика Славия заема 150 място.

## История

### Създаване и първи успехи
На 10 април 1913 г. няколко младежи, живеещи в района на Руски паметник, представители на гимнастическия отбор „Развитие“, създаден през 1910 г., и футболния отбор Ботев, създаден през 1909 г., вземат решение да се обединят в единен клуб. Името „Славия“ избират като символ на славянството, но и защото вече са чували за едноименния чешки отбор, от който се надяват да получат поощрение. За пръв председател е избран Димитър Благоев – Пальо – 21-годишен студент. На 11 август 1913 г. е изигран първият официален мач – победа с 1:0 срещу ФК 13. Голмайстор е Борис Шаранков.
През сезон 1928 „Славия“ става за първи път шампион на България, като на финала на Държавното първенство побеждава с 4:0 Владислав (Варна). До 1944 г. е един от най-изявените клубове, като печели още 5 шампионски титли – 1930, 1936, 1939, 1941 и 1943.

### Полуфинал в КНК
През 1963 г. „Славия“ печели Купата на България и дебютира в европейските клубни турнири (ЕКТ). Отпада с общ резултат 1:2 от унгарския МТК. През 1966/67 става първият български отбор, достигнал до полуфинал в турнира. По пътя си „белите“ отстраняват уелския Суонзи, френския Страсбург и швейцарския Сервет, а на полуфинала отпадат от шотландския Рейнджърс след две минимални загуби с по 0:1. В този период в „Славия“ играят легендарни футболисти като вратаря Симеон Симеонов, Александър Шаламанов, Александър Василев, Димитър Ларгов и Димитър Костов.

### ЖСК „Славия“ и вътрешни успехи
През 1969 г. клубът е обединен с Локомотив (София) под името ЖСК „Славия“. През 1971 г. двата отбора отново тръгват по самостоятелен път, като активът на ЖСК „Славия“ е прибавен към този на „Славия“. В следващите години „белите“ създават силен състав, в който изпъкват имената на двама значими футболисти – Андрей Желязков и Чавдар Цветков. Клубът печели и два пъти националната купа. През 1974/75 побеждава с 3:2 във финала Локомотив (София), а през 1979/80 с 3:1 Берое.
През 1980-те отборът печели два пъти Балканската клубна купа. През 1986 г. побеждава във финала гръцкия Паниониос, а през 1988 г. – румънския Арджеш.

### Ерата на Кано
В средата на 90-те години на ХХ век за старши треньор е назначен Стоян Коцев – Кано, който през сезон 1995/96 извежда отбора до исторически дубъл. „Славия“ става шампион след 53-годишна пауза, а в добавка печели и Купата на България. На финала в турнира „белите“ записват служебна победа с 4:0, тъй като съперникът им Левски (София) напуска терена при 1:0 през второто полувреме под диктовката на президента си Томас Лафчис.

### 8-а национална купа и отново в Европа
През 2010/11 „Славия“ достига до финал за Купата на България, но губи от ЦСКА с 0:1.
През 2017/18 отборът печели 8-ата си Купа на България след драматична победа след дузпи във финала срещу Левски (София) с 4:2. Тимът се класира за участие в ЕКТ и елиминира финландския Илвес в Лига Европа. Следващият му съперник Хайдук (Сплит) обаче се оказва непреодолимо препятствие.

### Настояще
Сезон 2019/20 е един от най-успешните в историята на клуба. Тимът успява в последния кръг от шампионата да победи шампиона Лудогорец и да изпревари Левски, заемайки 3 място в крайно класиране – най-доброто класиране на „Славия“ от златния сезон на Кано.
Участва и в Лига Европа 2020/21, но е елиминиран от албанския Кукъс в единствен мач в Албания, наложен от кризата с коронавирусната инфекция.

## Наименования
- Славия (1913 – 1945)
- Славия-45 (1945 – 1946)
- Славия (1946 – 1949)
- Строител (1949 – 1950)
- Ударник (1951 – 1957)
- Славия (1957 – 1969)
- ЖСК Славия (1969 – 1971)
- Славия (1971 –)

## Успехи
Първа лига
- Шампион (7) – 1928, 1930, 1936, 1939, 1941, 1943, 1996

Купа на България
- Носител на купата (8) – 1952, 1962/63, 1963/64, 1965/66, 1974/75, 1979/80, 1995/96, 2017/18

Суперкупа на България
- Финалист – 2018

Балканска купа
- Носител на купата (2) – 1986, 1988

Купа Интертото
- Носител на купата – 1977

## Стадион
Стадион „Александър Шаламанов“ е клубният стадион на „Славия“. Намира се в квартал „Овча купел“ в столицата. Първоначално на 3 октомври 1923 г. с крепостен акт 271 клубът става собственик на терен до Руски паметник, където построява първия си стадион. Впоследствие през 40-те години на ХХ век съоръжението е разрушено. На 12 март 1958 г. започва изграждането на сегашния спортен комплекс на „Славия“. На 17 март 2019 г. „Славия“ изиграва първия си мач на осветление на стадиона в мач срещу „Етър“, след като такова е поставено в края на 2018 г. поради изискванията към участниците в елитното първенство.
Стадионът разполага с 25 556 места и е един от най-големите в България. Размерите на игралното поле са 105 м на 68 м. Спортният комплекс включва още две тренировъчни игрища, мултифункционална зала и ледена пързалка за 2000 зрители.
От 2009 г. Младежкият национален отбор на България играе срещите си на него.

## Последните 10 сезона
| Сезон   | Първенство | Място | М  | П  | Р  | З  | ГР    | Т  | Купа на България |
| ------- | ---------- | ----- | -- | -- | -- | -- | ----- | -- | ---------------- |
| 2011/12 | А група    | 8     | 30 | 15 | 6  | 9  | 42:36 | 51 | 1/16-финал       |
| 2012/13 | А група    | 8     | 30 | 12 | 6  | 12 | 40:35 | 42 | 1/2-финал        |
| 2013/14 | А група    | 9     | 38 | 16 | 7  | 15 | 57:46 | 55 | 1/8-финал        |
| 2014/15 | А група    | 9     | 32 | 12 | 7  | 13 | 40:38 | 43 | 1/8-финал        |
| 2015/16 | А група    | 4     | 32 | 14 | 7  | 11 | 36:29 | 49 | 1/16-финал       |
| 2016/17 | Първа лига | 11    | 32 | 11 | 4  | 17 | 37:55 | 37 | 1/16-финал       |
| 2017/18 | Първа лига | 7     | 32 | 11 | 10 | 11 | 44:44 | 43 | Победител        |
| 2018/19 | Първа лига | 9     | 32 | 10 | 9  | 13 | 37:42 | 39 | 1/8-финал        |
| 2019/20 | Първа лига | 3     | 31 | 16 | 7  | 8  | 42:32 | 55 | 1/8-финал        |
| 2020/21 | Efbet лига | 11    | 32 | 9  | 7  | 16 | 28:44 | 34 | 1/2-финал        |
| 2021/22 | Efbet лига | 6     | 31 | 9  | 10 | 12 | 35:38 | 37 | 1/2 финал        |
| 2022/23 | Efbet лига | 8     | 36 | 17 | 7  | 12 | 37:31 | 58 | 1/4 финал        |
| 2023/24 | Efbet лига | 9     | 37 | 14 | 7  | 16 | 50:52 | 49 | 1/8 финал        |

## Участия в Европейските клубни турнири
| Сезон     | Турнир                     | Етап               | Отбор                   | Домакин | Гост | Резултат |  |
| --------- | -------------------------- | ------------------ | ----------------------- | ------- | ---- | -------- |  |
| 1963 – 64 | КНК                        | 1/16 финал         | МТК (Будапеща)          | 1:1     | 0:1  | 1:2      |  |
| 1964 – 65 | КНК                        | 1/16 финал         | Корк Селтик             | 1:1     | 2:0  | 3:1      |  |
| 1964 – 65 | КНК                        | 1/8 финал          | Лозанспорт (Лозана)     | 1:0     | 1:2  | 2:2      |  |
| 1966 – 67 | КНК                        | 1/16 финал         | Суонзи Таун             | 4:0     | 1:1  | 5:1      |  |
| 1966 – 67 | КНК                        | 1/8 финал          | Расинг (Страсбург)      | 2:0     | 0:1  | 2:1      |  |
| 1966 – 67 | КНК                        | 1/4 финал          | Сервет (Женева)         | 3:0     | 0:1  | 3:1      |  |
| 1966 – 67 | КНК                        | полуфинал          | Рейнджърс (Глазгоу)     | 0:1     | 0:1  | 0:2      |  |
| 1968 – 69 | Купа на панаирните градове | предварителен кръг | Абърдийн                | 0:0     | 0:2  | 0:2      |  |
| 1969 – 70 | Купа на панаирните градове | предварителен кръг | Валенсия                | 2:0     | 1:1  | 3:1      |  |
| 1969 – 70 | Купа на панаирните градове | 1/16 финал         | Килмарнък               | 2:0     | 1:4  | 3:4      |  |
| 1970 – 71 | Купа на панаирните градове | 1/32 финал         | Хайдук (Сплит)          | 1:0     | 0:3  | 1:3      |  |
| 1972 – 73 | КНК                        | 1/16 финал         | Шалке 04 (Гелзенкирхен) | 1:3     | 1:2  | 2:5      |  |
| 1973 – 74 | УЕФА                       | 1/16 финал         | Динамо (Тбилиси)        | 2:0     | 1:4  | 3:4      |  |
| 1975 – 76 | КНК                        | 1/16 финал         | Щурм (Грац)             | 1:0     | 1:3  | 2:3      |  |
| 1980 – 81 | КНК                        | 1/16 финал         | Легия (Варшава)         | 3:1     | 0:1  | 3:2      |  |
| 1980 – 81 | КНК                        | 1/8 финал          | Спарта (Прага)          | 3:0     | 0:2  | 3:2      |  |
| 1980 – 81 | КНК                        | 1/4 финал          | Фейенорд (Ротердам)     | 3:2     | 0:4  | 3:6      |  |
| 1982 – 83 | УЕФА                       | 1/32 финал         | Сараево                 | 2:2     | 2:4  | 4:6      |  |
| 1988 – 89 | УЕФА                       | 1/32 финал         | Партизан (Белград)      | 0:5     | 0:5  | 0:10     |  |
| 1990 – 91 | УЕФА                       | 1/32 финал         | Омония (Никозия)        | 2:1     | 2:4  | 4:5      |  |
| 1991 – 92 | УЕФА                       | 1/32 финал         | Осасуна (Памплона)      | 1:0     | 0:4  | 1:4      |  |
| 1995 – 96 | УЕФА                       | 1/32 финал         | Олимпиакос (Пирея)      | 0:2     | 0:1  | 0:3      |  |
| 1996 – 97 | УЕФА                       | предварителен кръг | Инкарас-Грифас (Каунас) | 4:3     | 1:1  | 5:4      |  |
| 1996 – 97 | УЕФА                       | 1/32 финал         | Тирол (Инсбрук)         | 1:1     | 1:4  | 2:5      |  |
| 2016 – 17 | Лига Европа                | предварителен кръг | Заглембе (Любин)        | 1:0     | 0:3  | 1:3      |  |
| 2018 – 19 | Лига Европа                | предварителен кръг | Илвес (Тампере)         | 2:1     | 1:0  | 3:1      |  |
| 2018 – 19 | Лига Европа                | предварителен кръг | Хайдук (Сплит)          | 2:3     | 0:1  | 2:4      |  |
| 2020 – 21 | Лига Европа                | предварителен кръг | ФК Кукъс                |         | 1:2  | 1:2      |  |

## Настоящ състав
Към 25 юли 2025 г.

## Технически щаб
|  | Име                   | Длъжност             |
|  | --------------------- | -------------------- |
|  | Златомир Загорчич     | Старши треньор       |
|  | Мартин Кушев          | Помощник-треньор     |
|  | Радостин Станев       | Треньор на вратарите |
|  | Кирил Динчев          | Кондиционен треньор  |
|  | Цветомир Валериев     | Анализатор           |
|  | Дениз Йълмаз          | Кинезитерапевт       |
|  | Виктор Раковски       | Кинезитерапевт       |
|  | Иван Златев           | Кинезитерапевт       |
|  | Светослав Костадинов  | Администратор        |
|  | Венцислав Савов       | Домакин              |
|  | Борислав Константинов | Пресаташе            |

## Почетна листа

### Най-много мачове
| №  | Име                  | Мачове |
| -- | -------------------- | ------ |
| 1  | Андрей Желязков      | 338    |
| 2  | Атанас Александров   | 317    |
| 3  | Иляз Алиев           | 306    |
| 4  | Божидар Григоров     | 301    |
| 5  | Георги Гугалов       | 293    |
| 6  | Иван Хайдарлиев      | 264    |
| 7  | Александър Шаламанов | 262    |
| 8  | Чавдар Цветков       | 255    |
| 9  | Иван Илиев           | 247    |
| 10 | Любен Тасев          | 241    |

### Най-много голове
| №  | Име                | Голове |
| -- | ------------------ | ------ |
| 1  | Андрей Желязков    | 136    |
| 2  | Божидар Григоров   | 128    |
| 3  | Чавдар Цветков     | 104    |
| 4  | Александър Василев | 100    |
|    | Петър Александров  | 100    |
| 6  | Добромир Ташков    | 97     |
| 7  | Атанас Александров | 59     |
| 8  | Иляз Алиев         | 55     |
| 9  | Мартин Кушев       | 53     |
| 10 | Михаил Мишев       | 51     |

## Химн
Композиран е от Тодор Георгиев по текст на Валентин Христов. За първи път е огласен на 1 май 1919 г.
„Ний славни сме спортисти

най-славният отбор,

ний мощне сме слависти,

борба е наш закон.

Всесилни и корави

са нашите дела,

борбата ни прослави

навредом по света.

И химнът на победа

в борбата ни крепи,

с желаната победа

в нас радостта кипи.

От ден на ден здравеем

ний с нашите игри,

в борбата се гордеем,

победа ни крепи.“

## Известни футболисти
Футболисти на Славия са ставали 5 пъти „футболист № 1 на България“: Александър Шаламанов (1963 и 1966), Симеон Симеонов (1968), Божидар Григоров (1976) и Андрей Желязков (1980). В същото време 6 „бели“ нападатели са се окичвали с голмайсторския приз в „Първа лига“: Крум Милев (1938), Димитър Исаков (1952), Добромир Ташков (1954 и 1958), Александър Василев (1959) и Тодор Праматаров.

## Известни привърженици[2][3][4]
- Васил Найденов – естраден певец
- Георги Минчев – рок певец
- проф. Боян Биолчев – ректор на СУ (1999 – 2007)
- Йордан Караджов – рок певец
- Стефан Македонски – оперетен певец
- Апостол Карамитев – актьор
- Васил Петров – певец
- Йордан Радичков – писател
- проф. Богдан Филов – министър-председател (1940 – 1943)
- Станислав Стратиев – драматург
- Радослав Янкулов – спортен журналист, генерален директор на БНР (2013 – 2016)
- Борис Христов – оперен певец
- Любен Чаталов – актьор
- Иван Ласкин – актьор
- ген.-лейт. Бриго Аспарухов – разузнавач и политик
- Албена Денкова и Максим Стависки – двукратни световни шампиони по фигурно пързаляне
- Павел Вежинов – писател
- Захари Бахаров – актьор[5]
- Андрей Слабаков – режисьор и депутат
- Петър Слабаков – актьор
- Ернестина Шинова – актриса
- Бойко Неделчев – естраден певец
- Джун Йошида - готвач

## Фенове
- Славия има една главна фракция в очите на Boys Sofia, които винаги са зад Славия. Също Славия има доста фен клубове, като в Пловдив, Шумен, Русе, Велико Търново и други. Феновете на белият отбор поддържат добри отношения с швейцарският Young Boys. Главното дерби на Славия е с Локомотив София, често е наричано Малкото столично дерби, като двата отбора не се харесват от много години. Дербито с Левски София е едно от най-старите на Балканите и винаги в тези мачове е направо същинско футболно шоу. Също и дербито с ЦСКА София винаги е на ниво откъм фенове и за двата отбора. Белите фенове също не харесват Ботев Пловдив и Спартак Варна.